# Great Budworth
Great Budworth is een civil parish in het bestuurlijke gebied Cheshire West and Chester, in het Engelse graafschap Cheshire met 302 inwoners.

## Toponomie
Volgens Sir Peter Leycester komt de naam Great Budworth van de oud-Saksische woorden Bode (woning) en wurth (een plaats bij het water).

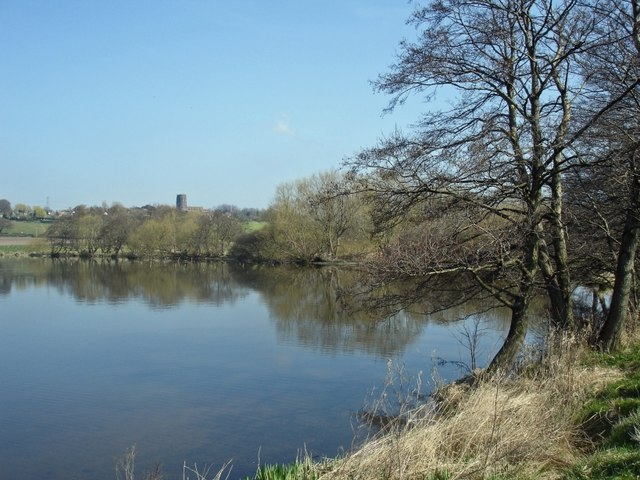
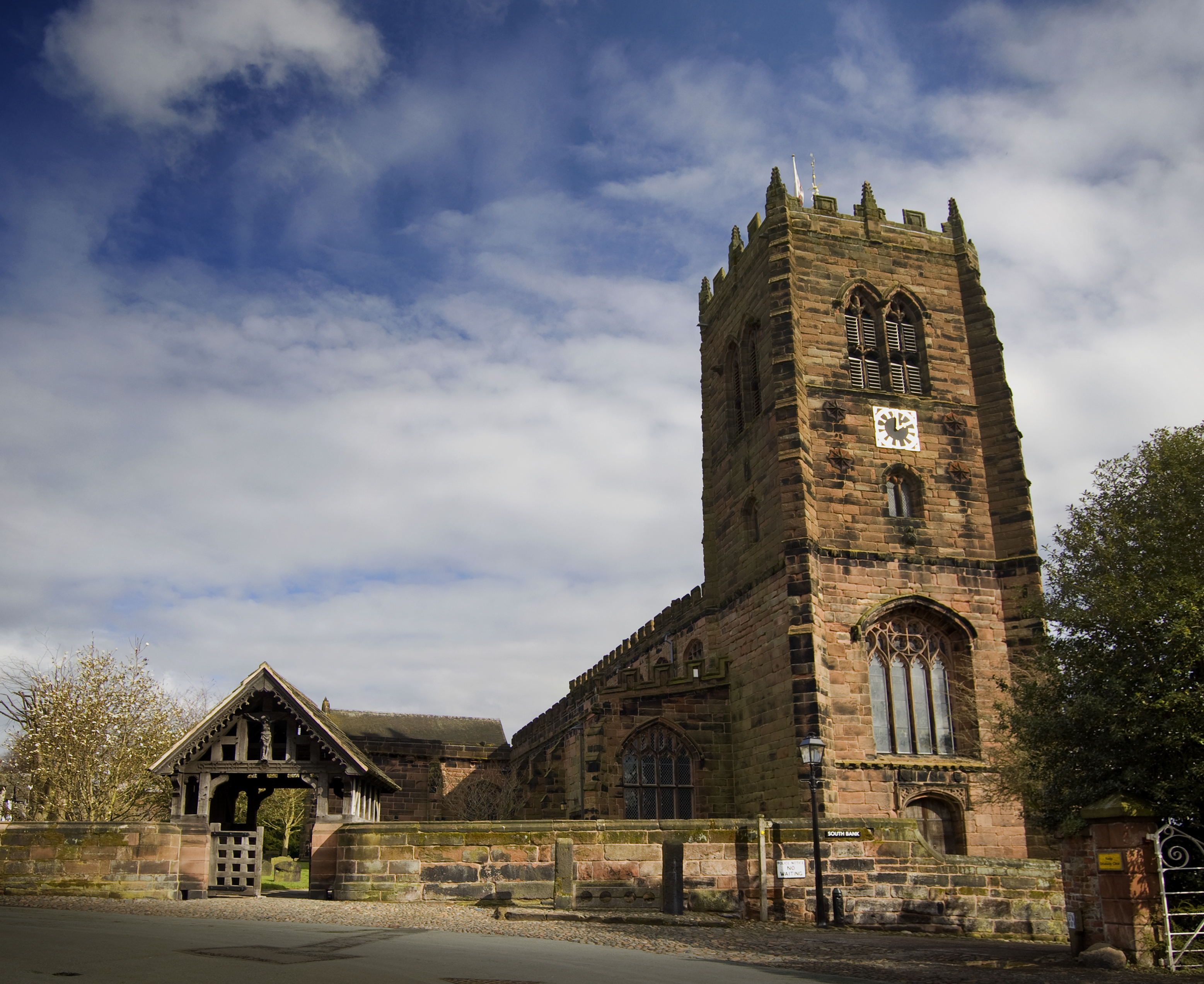
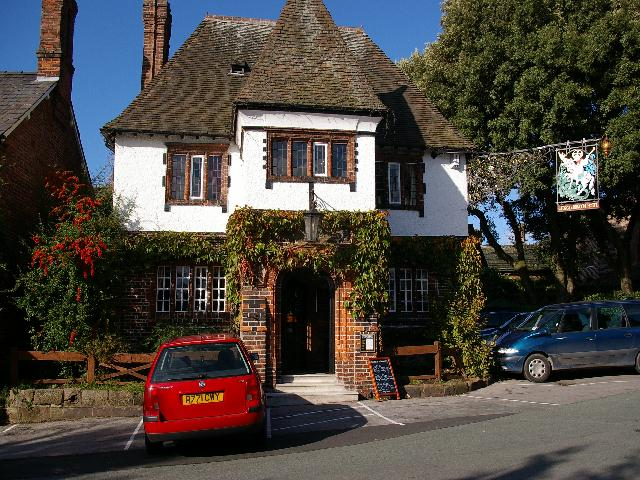